# Dalcides Biscalquin
Dalcides do Carmo Biscalquin (n. Piracicaba, 16 de julio de 1967) es un excura brasileño
 escritor de libros cantante y presentador de televisión en Rede Vida. Está casado con la presentadora Mariana Godoy.

## Biografía
Nacido en Piracicaba, en el interior de São Paulo, en 1967, Dalcides Biscalquin es maestro en Comunicación, licenciado en Filosofía y bachiller en Teología. De sólida formación académica, fue gerente de marketing de la empresa TV Cultura y director de la Comisión Editora Salesiana. Presenta diariamente los programas “Escolhas da Vida” e “Tribuna Independente” en Rede Vida de Televisión y el cuadro “A Mensagem do Dalcides” na Rádio Capital (SP).

## Libros
- A vida é feita de escolhas ISBN 978-85-15-03954-8.
- Por onde o amor me leva ISBN 978-85-75-42868-9.